# 信濃淺野站
信濃淺野站（日语：／ Shinano-Asano eki */?）是位於長野縣長野市豐野町淺野，屬於東日本旅客鐵道（JR東日本）的飯山線車站。此站是飯山線上海拔最高的車站。

## 歷史
- 1921年（大正10年）10月20日：飯山鐵道 豐野站至飯山站之間開業，此站啟用[1]。當時車站名為信州淺野站（日语：／）[2]。
- 1944年（昭和19年）6月1日：隨著飯山鐵道國有化，飯山鐵道編入至運輸通信省（後來為日本國有鐵道）飯山線[3]。同時車站改名為信濃淺野站[2]。
- 1982年（昭和57年）11月1日：成為簡易委託車站。
- 1987年（昭和62年）4月1日：伴隨國鐵分割民營化，車站由東日本旅客鐵道（JR東日本）營運。
- 1995年（平成7年）	
  - 7月12日：發生7.11水災（日语：7.11水害），使車站鄰近的鳥居川鐵橋淹沒，飯山線全線暫停營運[4][5]。
  - 7月18日：飯山線全線重開[5]。
- 2014年（平成26年）
  - 8月中 - 12月中：翻新車站大樓[6]。
  - 12月31日：簡易委託售票業務暫停。
- 2015年（平成27年）2月1日：簡易委託售票業務重開。

## 車站構造

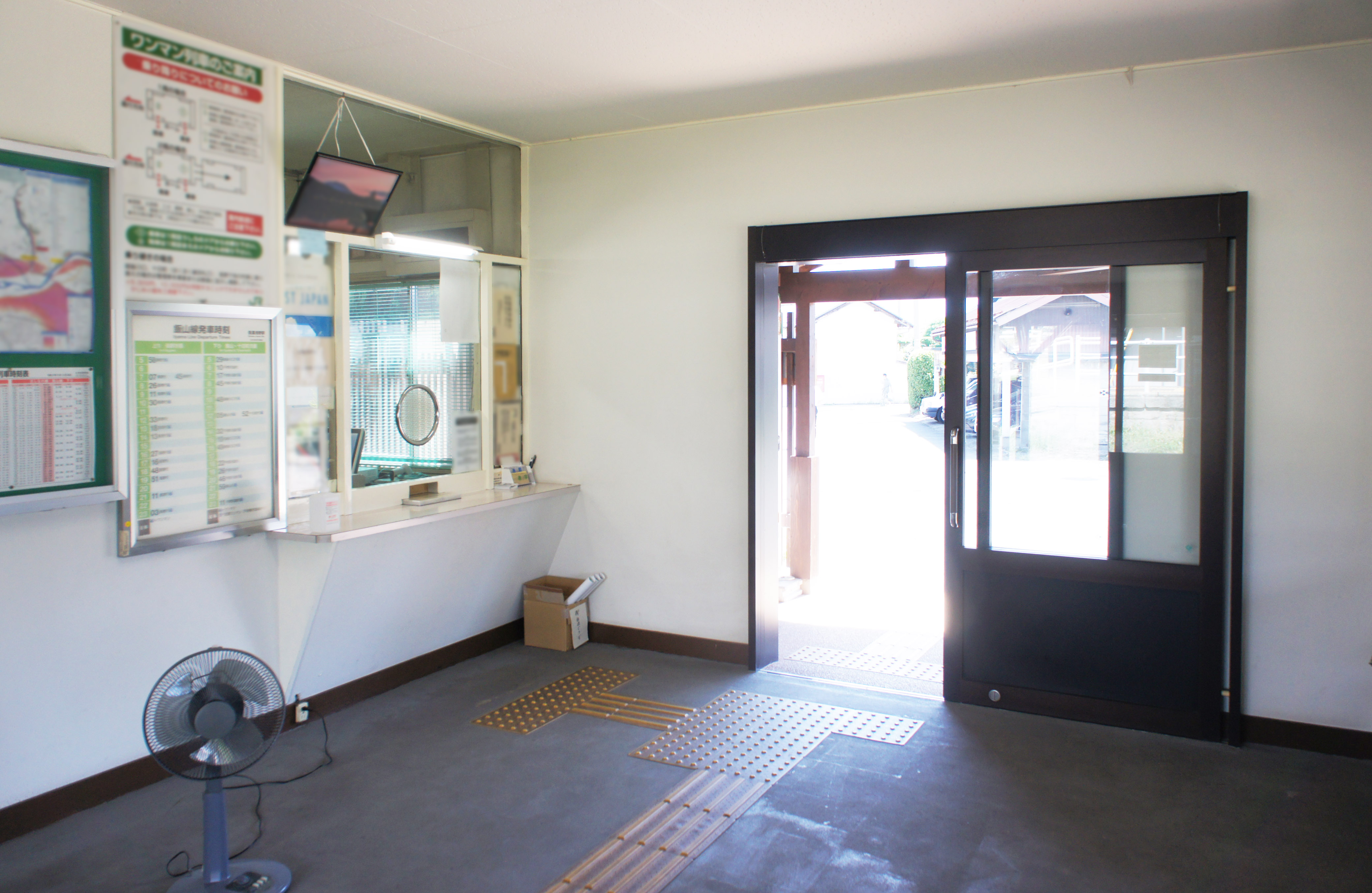
候車室（2021年8月）
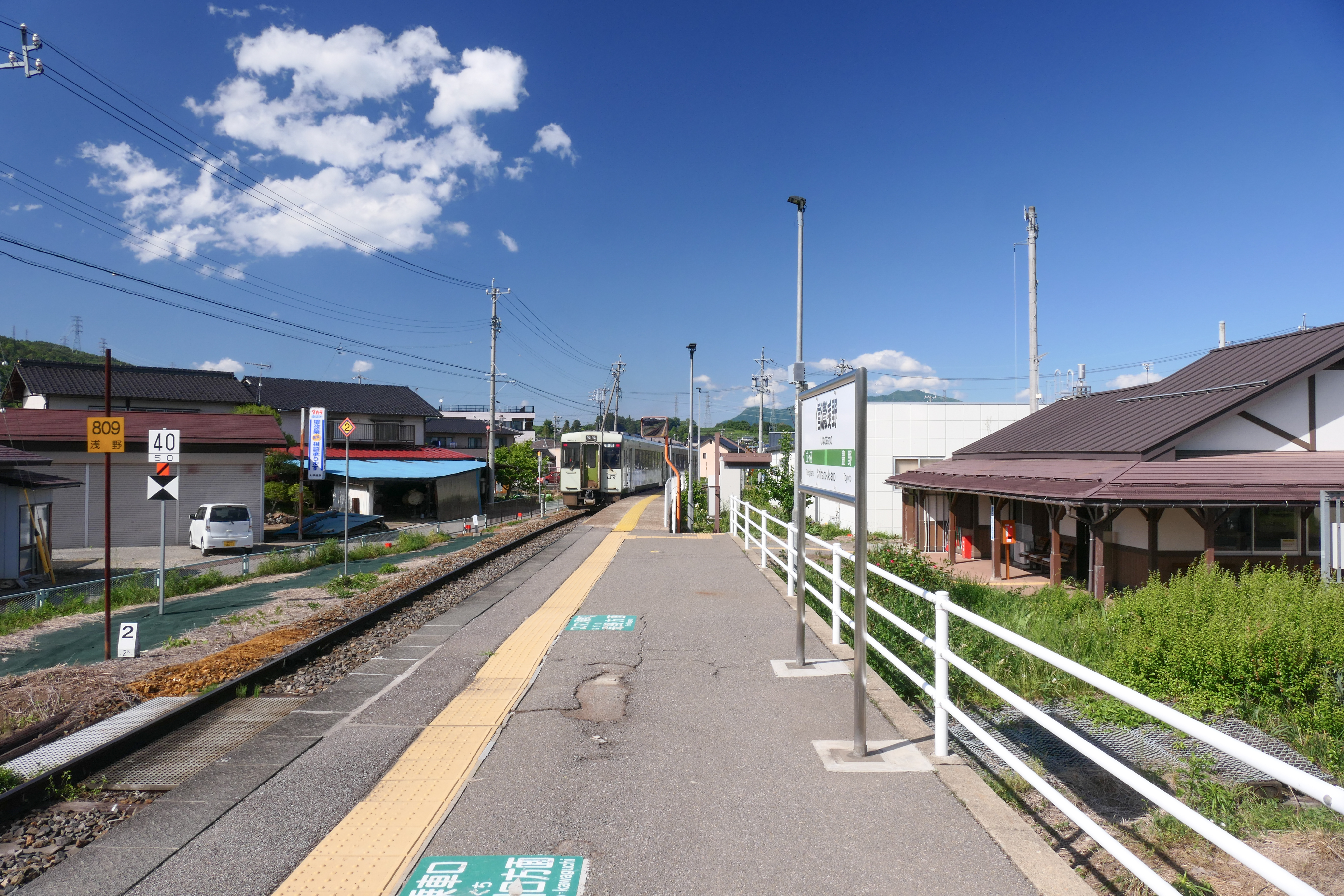
月台（2022年5月）

本站為1面1線單式月台的地面車站，站內設有POS終端。過去本站設有1面2線的島式月台，現時的站房側則曾設1面1線的貨物月台。上述的路軌皆已經撤走，僅月台構造物遺留至今。本站的站房在2014年8月中至12月中進行翻新。
本站是由飯山站管理的簡易委託車站，並委托長野市負責車站業務，包括發售常備券和補充券。本站過去曾有一段時期停業。

## 使用狀況
根據「JR東日本」資料，在2019年度（令和元年度）1日平均乘車人次為145人。
以下為近年乘車人次變化。
| 乘車人次變化       | 乘車人次變化     | 乘車人次變化    |
| 年度               | 1日平均 乘車人次 | 參考資料        |
| ------------------ | ---------------- | --------------- |
| 2000年（平成12年） | 208              | [ 利用客数 2 ]  |
| 2001年（平成13年） | 207              | [ 利用客数 3 ]  |
| 2002年（平成14年） | 192              | [ 利用客数 4 ]  |
| 2003年（平成15年） | 187              | [ 利用客数 5 ]  |
| 2004年（平成16年） | 188              | [ 利用客数 6 ]  |
| 2005年（平成17年） | 183              | [ 利用客数 7 ]  |
| 2006年（平成18年） | 180              | [ 利用客数 8 ]  |
| 2007年（平成19年） | 195              | [ 利用客数 9 ]  |
| 2008年（平成20年） | 209              | [ 利用客数 10 ] |
| 2009年（平成21年） | 221              | [ 利用客数 11 ] |
| 2010年（平成22年） | 226              | [ 利用客数 12 ] |
| 2011年（平成23年） | 201              | [ 利用客数 13 ] |
| 2012年（平成24年） | 192              | [ 利用客数 14 ] |
| 2013年（平成25年） | 184              | [ 利用客数 15 ] |
| 2014年（平成26年） | 175              | [ 利用客数 16 ] |
| 2015年（平成27年） | 175              | [ 利用客数 17 ] |
| 2016年（平成28年） | 162              | [ 利用客数 18 ] |
| 2017年（平成29年） | 158              | [ 利用客数 19 ] |
| 2018年（平成30年） | 147              | [ 利用客数 20 ] |
| 2019年（令和元年） | 145              | [ 利用客数 1 ]  |

## 車站周邊
此站附近設有種植蘋果等農田。
- 淺野郵局
- 鳥居川[2]
- 長野市営バス長野市營巴士（日语：長野市営バス長野市營巴士）「淺野站西團地」巴士站

## 相鄰車站
東日本旅客鐵道（JR東日本）
■飯山線
豐野－信濃淺野－立花

## 注腳

### 使用狀況
1. 1 2  各駅の乗車人員（2019年度） （页面存档备份，存于）（日語） - 東日本旅客鐵道
2. ↑  各駅の乗車人員（2000年度） （页面存档备份，存于）（日語） - 東日本旅客鐵道
3. ↑  各駅の乗車人員（2001年度） （页面存档备份，存于）（日語） - 東日本旅客鐵道
4. ↑  各駅の乗車人員（2002年度） （页面存档备份，存于）（日語） - 東日本旅客鐵道
5. ↑  各駅の乗車人員（2003年度） （页面存档备份，存于）（日語） - 東日本旅客鐵道
6. ↑  各駅の乗車人員（2004年度） （页面存档备份，存于）（日語） - 東日本旅客鐵道
7. ↑  各駅の乗車人員（2005年度） （页面存档备份，存于）（日語） - 東日本旅客鐵道
8. ↑  各駅の乗車人員（2006年度） （页面存档备份，存于）（日語） - 東日本旅客鐵道
9. ↑  各駅の乗車人員（2007年度） （页面存档备份，存于）（日語） - 東日本旅客鐵道
10. ↑  各駅の乗車人員（2008年度） （页面存档备份，存于）（日語） - 東日本旅客鐵道
11. ↑  各駅の乗車人員（2009年度） （页面存档备份，存于）（日語） - 東日本旅客鐵道
12. ↑  各駅の乗車人員（2010年度） （页面存档备份，存于）（日語） - 東日本旅客鐵道
13. ↑  各駅の乗車人員（2011年度） （页面存档备份，存于）（日語） - 東日本旅客鐵道
14. ↑  各駅の乗車人員（2012年度） （页面存档备份，存于）（日語） - 東日本旅客鐵道
15. ↑  各駅の乗車人員（2013年度） （页面存档备份，存于）（日語） - 東日本旅客鐵道
16. ↑  各駅の乗車人員（2014年度） （页面存档备份，存于）（日語） - 東日本旅客鐵道
17. ↑  各駅の乗車人員（2015年度） （页面存档备份，存于）（日語） - 東日本旅客鐵道
18. ↑  各駅の乗車人員（2016年度） （页面存档备份，存于）（日語） - 東日本旅客鐵道
19. ↑  各駅の乗車人員（2017年度） （页面存档备份，存于）（日語） - 東日本旅客鐵道
20. ↑  各駅の乗車人員（2018年度） （页面存档备份，存于）（日語） - 東日本旅客鐵道

## 外部連結
- 車站資訊（信濃淺野）：東日本旅客鐵道